# Liste der Bodendenkmäler in Schwarzenfeld
Auf dieser Seite sind die Bodendenkmäler in dem Oberpfälzer Markt Schwarzenfeld zusammengestellt. Diese Tabelle ist eine Teilliste der Liste der Bodendenkmäler in Bayern. Grundlage ist die Bayerische Denkmalliste, die auf Basis des Bayerischen Denkmalschutzgesetzes vom 1. Oktober 1973 erstmals erstellt wurde und seither durch das Bayerische Landesamt für Denkmalpflege geführt wird. Die folgenden Angaben ersetzen nicht die rechtsverbindliche Auskunft der Denkmalschutzbehörde.

## Bodendenkmäler in Schwarzenfeld

### Bodendenkmäler in der Gemarkung Frotzersricht
| Lage                     | Objekt                                                                                   | Akten-Nr.     | Bild |
| ------------------------ | ---------------------------------------------------------------------------------------- | ------------- | ---- |
| Frotzersricht (Standort) | Vorgeschichtliche Siedlung.                                                              | D-3-6638-0032 |      |
| Frotzersricht (Standort) | Siedlungen der Bronzezeit, der Urnenfelderzeit, der Latènezeit und des Frühmittelalters. | D-3-6638-0062 |      |
| Frotzersricht (Standort) | Endpaläolithische und mesolithische Freilandstation.                                     | D-3-6638-0064 |      |

### Bodendenkmäler in der Gemarkung Pretzabruck
| Lage                   | Objekt                                                                                                  | Akten-Nr.     | Bild |
| ---------------------- | --- | ------------- | ---- |
| Pretzabruck (Standort) | Endpaläolithische Freilandstation, urnenfelderzeitliche Siedlung.                                       | D-3-6638-0013 |      |
| Pretzabruck (Standort) | Endpaläolithische und mesolithische Freilandstation.                                                    | D-3-6638-0014 |      |
| Pretzabruck (Standort) | Verebnetes Grabenwerk vor- und frühgeschichtlicher Zeitstellung.                                        | D-3-6638-0026 |      |
| Pretzabruck (Standort) | Mesolithische Freilandstation, Siedlungen der Urnenfelderzeit, der Latènezeit und des Frühmittelalters. | D-3-6638-0028 |      |
| Pretzabruck (Standort) | Bestattungsplatz vor- und frühgeschichtlicher Zeitstellung oder des frühen Mittelalters.                | D-3-6638-0029 |      |
| Pretzabruck (Standort) | Mesolithische Freilandstation, Siedlung der Latènezeit.                                                 | D-3-6638-0184 |      |
| Pretzabruck (Standort) | Siedlung der frühen Bronzezeit.                                                                         | D-3-6639-0070 |      |
| Pretzabruck (Standort) | Siedlung der Urnenfelderzeit.                                                                           | D-3-6639-0074 |      |
| Pretzabruck (Standort) | Siedlung vor- und frühgeschichtlicher Zeitstellung.                                                     | D-3-6639-0075 |      |

### Bodendenkmäler in der Gemarkung Schwarzenfeld
| Lage                     | Objekt | Akten-Nr.     | Bild |
| ------------------------ | --- | ------------- | ---- |
| Schwarzenfeld (Standort) | Siedlung der Urnenfelderzeit. | D-3-6638-0017 |      |
| Schwarzenfeld (Standort) | Bestattungsplatz vor- und frühgeschichtlicher Zeitstellung. | D-3-6638-0030 |      |
| Schwarzenfeld (Standort) | Endpaläolithische und mesolithische Freilandstation, neolithische Siedlung. | D-3-6638-0033 |      |
| Schwarzenfeld (Standort) | Archäologische Befunde des Mittelalters und der frühen Neuzeit im Bereich der Katholischen Nebenkirche St. Dionysius und Ägidius in Schwarzenfeld, darunter die Spuren von Vorgängerbauten bzw. älterer Bauphasen.                          | D-3-6638-0172 |      |
| Schwarzenfeld (Standort) | Archäologische Befunde der frühen Neuzeit im Bereich der Katholischen Kirche Hl. Dreifaltigkeit in Schwarzenfeld, darunter die Spuren von Vorgängerbauten bzw. älteren Bauphasen, einer abgegangenen Kapelle und einer abgegangenen Klause. | D-3-6638-0173 |      |
| Schwarzenfeld (Standort) | Archäologische Befunde des abgegangenen Hammerschlosses und des spätmittelalterlichen bzw. frühneuzeitlichen Eisenhammers in Schwarzenfeld.                                                                                                 | D-3-6638-0174 |      |
| Schwarzenfeld (Standort) | Archäologische Befunde des Mittelalters und der frühen Neuzeit im Bereich des Alten Schlosses in Schwarzenfeld, darunter die Spuren von Vorgängerbauten bzw. älterer Bauphasen.                                                             | D-3-6638-0175 |      |
| Schwarzenfeld (Standort) | Archäologische Befunde des Mittelalters und der frühen Neuzeit im Bereich des ehemaligen Schlosses in Schwarzenfeld, darunter die Spuren von Vorgängerbauten bzw. älteren Bauphasen.                                                        | D-3-6638-0176 |      |

### Bodendenkmäler in der Gemarkung Sonnenried
| Lage                  | Objekt                                                                                | Akten-Nr.     | Bild |
| --------------------- | ------------------------------------------------------------------------------------- | ------------- | ---- |
| Sonnenried (Standort) | Endpaläolithische und mesolithische Freilandstation, bronzezeitliche Siedlung.        | D-3-6639-0032 |      |
| Sonnenried (Standort) | Vorgeschichtliche Siedlung, mittelalterliche Wüstung.                                 | D-3-6639-0096 |      |
| Sonnenried (Standort) | Siedlungen der Spätbronze- und Urnenfelderzeit sowie der Latènezeit.                  | D-3-6639-0097 |      |
| Sonnenried (Standort) | Mesolithische Freilandstation, vorgeschichtliche Siedlung.                            | D-3-6639-0099 |      |
| Sonnenried (Standort) | Siedlungen der Spätbronze- und Urnenfelderzeit, der Hallstattzeit und der Latènezeit. | D-3-6639-0125 |      |
| Sonnenried (Standort) | Frühneuzeitliche Wüstung Weiherhaus.                                                  | D-3-6639-0167 |      |
| Sonnenried (Standort) | Frühneuzeitliche Wüstung Glöcklmühle.                                                 | D-3-6639-0175 |      |
| Sonnenried (Standort) | Siedlung der Spätbronze- und Urnenfelderzeit.                                         | D-3-6639-0185 |      |
| Sonnenried (Standort) | Vorgeschichtliche Siedlung.                                                           | D-3-6639-0186 |      |
| Sonnenried (Standort) | Siedlung der Spätbronze- und Urnenfelderzeit.                                         | D-3-6639-0187 |      |
| Sonnenried (Standort) | Siedlungen der Spätbronze-/Urnenfelderzeit sowie der Latènezeit.                      | D-3-6639-0188 |      |
| Sonnenried (Standort) | Siedlung der Urnenfelderzeit.                                                         | D-3-6639-0189 |      |
| Sonnenried (Standort) | Siedlungen der Urnenfelderzeit und des Frühmittelalters.                              | D-3-6639-0190 |      |